# Бодров, Евгений Александрович
Евгений Александрович Бодров (8 января 1988, Тольятти) — российский хоккеист, нападающий.

## Достижения
- Обладатель Континентального Кубка (2006 г.).
- Бронзовый призёр чемпионата мира среди молодежи (2008 г.).
- Чемпион России (2010 г.)

## Статистика
| Легенда | Легенда                    | Легенда | Легенда                   | Легенда | Легенда    |
| ------- | -------------------------- | ------- | ------------------------- | ------- | ---------- |
| И       | Количество проведённых игр | Штр     | Штрафное время            | +/−     | Плюс-минус |
| Г       | Голы                       | П       | Голевые передачи          | О       | Очки       |
| -       | Статистика неизвестна      | —       | Статистика не учитывалась |         |            |